# 押切町駅
押切町駅（おしきりちょうえき）は、かつて愛知県名古屋市西区菊井町（現・押切一丁目8番）にあった、名古屋鉄道（名鉄）一宮線の駅である。現在の名古屋市営地下鉄鶴舞線浅間町駅の西北西400m付近の場所にあった。名古屋市内のターミナル駅の一つであったが、新名古屋駅（現・名鉄名古屋駅）の開業に伴い廃止された。

## 歴史
名古屋鉄道の前身となる名古屋電気鉄道は、もともと名古屋市内における路面電車（市内線、市電）を運営していた会社であったが、後にアメリカで流行していたインターアーバンを視察し、それを規範にして郡部線と呼ばれる郊外路線を建設することにした（後の名古屋本線、津島線、一宮線、犬山線など）。この時、郡部線電車のターミナル駅として建設されたのがこの押切町駅であった。後に名古屋市西区総合庁舎が置かれた（現在は同区花の木に移転）場所で、市内線の北端に位置していた。
しかし、市街地へ行くには市内線へ乗り換える必要があって、不便でもあった。名古屋電気鉄道ではこれを解消しようと、インターアーバンの手法に倣って郡部線の電車を市内線に乗り入れさせるようにし、国鉄名古屋駅近くの柳橋交差点の辺りに柳橋駅を設け、ここを新たな発着駅にさせた。だが同駅は敷地が狭く、線路容量に余裕がなかったこともあって、一部の電車は押切町駅発着で残された。
その後、名古屋電気鉄道は市内線を名古屋市へ移管（名古屋市電となる）し、郡部線を新設会社の（旧）名古屋鉄道へ移管して解散した。しかしながら、市内線の市営化後も柳橋駅までの乗り入れは継続された。
また、（旧）名古屋鉄道が名岐鉄道になった後の1935年（昭和10年）に名岐線（現在の名古屋本線枇杷島分岐点以北）が開業し、新製車のデボ800形（後のモ800形初代）を用いて特急・急行電車の運転が開始されたが、これは車体規格が大型であって市電に乗り入れるのに適さなかったことから、押切町駅始発となった。そのため、柳橋駅からは津島・犬山方面の急行・普通電車で押切町駅まで来て、特急電車に数分で乗り継げるようなダイヤを組んでいた。
名岐線開業まもなく、名岐鉄道は愛知電気鉄道（愛電）と合併し、現在の名古屋鉄道が発足する。名鉄では、愛電が有していた神宮前駅をターミナルにして名古屋南東部へ向かう路線（名古屋本線神宮前以東・常滑線など）と、名岐鉄道が有していた路線の直通運転を目論むようになり、東海道本線に並行して枇杷島橋駅 - 新名古屋駅（後の名鉄名古屋駅） - 神宮前間に新線を敷設することにした。
その過程で、枇杷島橋駅 - 新名古屋駅間が1941年（昭和16年）に開業したため、押切町駅や柳橋駅、そして押切町駅 - 東枇杷島駅間にあった平野町駅は廃止された。なお、前述の通り押切町駅の跡地には名古屋市西区総合庁舎が建てられたが、2023年（令和5年）に移転に伴い取り壊され、再開発が行われている。

### 年表
- 1901年（明治34年）2月19日 - 市内線の終点として、押切町駅（停留場）が開業。
- 1910年（明治43年）5月6日 - 路線が枇杷島駅まで延伸。
- 1912年（大正元年）8月6日 - 一宮線・犬山線が開業し、郡部線の起点に。押切駅に改称[3]。
- 1913年（大正2年）
  - 3月27日 - 押切町駅に改称届出[3]。
  - 11月20日 - 郡部線電車の柳橋駅乗り入れを開始。
- 1921年（大正10年）7月1日 - 名古屋電気鉄道が郡部線（郊外線）を名古屋鉄道に譲渡。
- 1941年（昭和16年）8月12日 - 枇杷島橋・新名古屋間開業に伴い、廃止。

## 駅構造
島式ホーム3面6線と、広い構内を有していた。

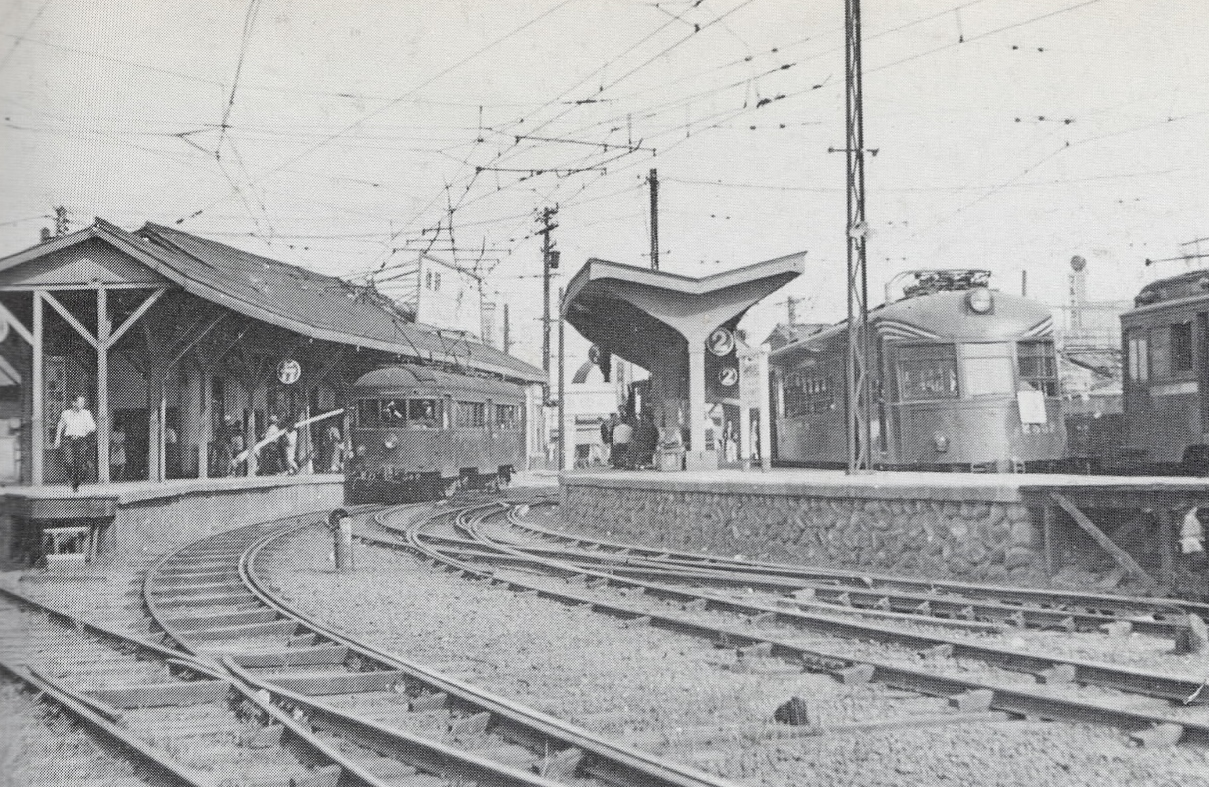
プラットホーム（1939年） 左側の2面2線のホームと線路が、市内線との直通用である
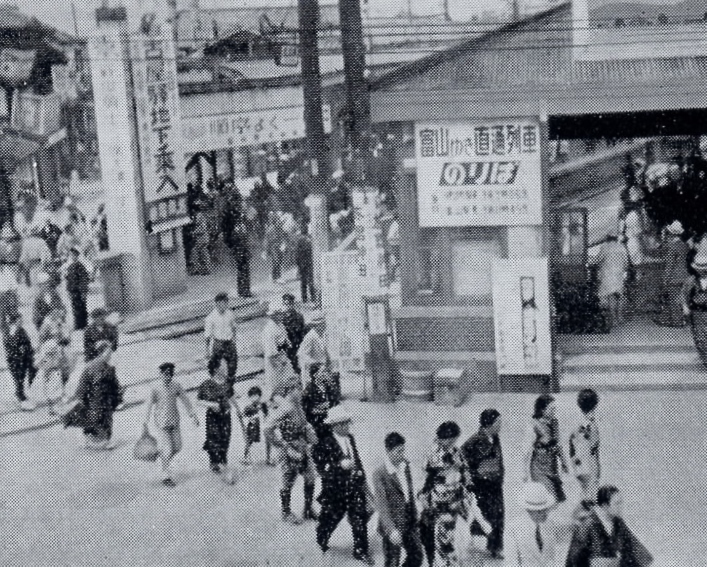
廃止直前の様子

### 配線図
|            | ↑ 柳橋駅 菊井町方面（市電） |                |
|            | 押切町駅 構内配線略図       | → 枇杷島橋方面 |
|            | ↓ 浄心前方面（市電）        |                |
| 凡例 出典: |                             |                |

## 利用状況
『愛知県統計書』によると、年間乗降人員および荷物取扱量は以下の通りである。
| 年度     | 乗車人員（人） | 降車人員（人） | 発送貨物       | 発送貨物  | 到着貨物       | 到着貨物  | 出典   |
| 年度     | 乗車人員（人） | 降車人員（人） | 小手荷物（斤） | 貨物 (噸) | 小手荷物（斤） | 貨物 (噸) | 出典   |
| -------- | -------------- | -------------- | -------------- | --------- | -------------- | --------- | ------ |
| 1914年度 | 436,600        | 393,697        | 191,303        | 15,938    | ?              | ?         | [ 5 ]  |
| 1915年度 | 527,844        | 527,572        | 161,475        | 19,293    | ?              | ?         | [ 6 ]  |
| 1916年度 | 571,268        | 574,561        | 188,503        | 27,457    | ?              | ?         | [ 7 ]  |
| 1917年度 | 680,840        | 671,954        | 239,228        | 33,979    |                |           | [ 8 ]  |
| 1918年度 | 685,220        | 757,770        | 201,379        | 44,134    |                |           | [ 9 ]  |
| 1919年度 | 863,823        | 856,560        | 172,555        | 47,556    | ?              | ?         | [ 10 ] |
| 1920年度 | 920,125        | 920,496        | 149,247        | 36,773    | ?              | 11,559    | [ 11 ] |
| 1921年度 | 498,444        | 896,424        | 105,709        | 45,282    | ?              | 7,457     | [ 12 ] |
| 1922年度 | 1,311,022      | 1,357,149      | 107,839        | 51,227    |                | 9,459     | [ 13 ] |

| 年度     | 乗車人員（人） | 降車人員（人） | 発送貨物       | 発送貨物  | 到着貨物  | 出典   |
| 年度     | 乗車人員（人） | 降車人員（人） | 小手荷物（斤） | 貨物 (噸) | 貨物 (噸) | 出典   |
| -------- | -------------- | -------------- | -------------- | --------- | --------- | ------ |
| 1923年度 | 1,365,051      | 1,415,007      | 104,227        | 54,213    | 12,140    | [ 14 ] |
| 1924年度 | 1,486,186      | 1,581,534      | 105,487        | 56,045    | 8,524     | [ 15 ] |
| 1925年度 | 1,486,608      | 1,608,685      | 111,402        | 49,302    | 8,908     | [ 16 ] |
| 1926年度 | 1,5,38,027     | 1,607,636      | 118,952        | 53,155    | 7,126     | [ 17 ] |
| 1927年度 | 1,621,627      | 1,786,613      | 142,628        | 60,473    | 9,282     | [ 18 ] |
| 1928年度 | 1,727,043      | 1,881,077      | 144,241        | 66,295    | 6,908     | [ 19 ] |
| 1929年度 | 1,809,094      | 1,923,996      | 147,717        | 28,366    | 8,085     | [ 20 ] |
| 1930年度 | 1,889,674      | 1,970,377      | 567,390        | 22,082    | 4,231     | [ 21 ] |

| 年度     | 乗車人員（人） | 降車人員（人） | 発送貨物       | 発送貨物  | 到着貨物  | 出典   |
| 年度     | 乗車人員（人） | 降車人員（人） | 小手荷物（瓩） | 貨物 (瓲) | 貨物 (瓲) | 出典   |
| -------- | -------------- | -------------- | -------------- | --------- | --------- | ------ |
| 1931年度 | 1,766,372      | 1,837,510      | 68,806         | 29,645    | 7,230     | [ 22 ] |
| 1932年度 | 1,808,390      | 1,840,247      | 52,048         | 25,337    | 5,511     | [ 23 ] |
| 1933年度 | 1,763,966      | 1,780,437      | 52,048         | 31,340    | 9,566     | [ 24 ] |
| 1934年度 | 1,885,092      | 1,929,837      | 102,804        | 21,683    | 7,695     | [ 25 ] |
| 1935年度 | 2,136,331      | 2,164,926      | ?              | 29,882    | 7,238     | [ 26 ] |
| 1936年度 | 2,330,577      | 2,132,458      | ?              | 33,350    | 9,630     | [ 27 ] |
| 1937年度 | 2,780,547      | 2,578,278      | ?              | 33,633    | 9,391     | [ 28 ] |
| 1938年度 | 2,837,770      | 2,592,144      | ?              | 31,605    | ?         | [ 29 ] |
| 1939年度 | 3,658,321      | 3,726,615      | ?              | 33,670    | 10,623    | [ 30 ] |
| 1940年度 | 4,343,747      | 3,973,890      | ?              | 29,326    | 11,125    | [ 1 ]  |

## 隣の駅
名古屋鉄道
一宮線
柳橋駅 - 押切町駅 - 平野町駅